# Алкагест
Алкагест (Alkahest) або Універсальний розчинник (лат. Menstruum universale) в алхімії — рідка субстанція, здатна розчиняти всі без винятку тіла (речовини). Парацельс вперше вжив термін «алкагест» на початку XVI століття, взявши його, мабуть, від араб. القالي al-kali (луг).

## Алкагест в алхімії
Отримання універсального розчинника поряд з пошуками філософського каменю було однією з цілей алхімії; з його допомогою алхіміки сподівалися зробити філософський камінь з природних і штучно отриманих речовин.
Деякий час на роль універсального розчинника в алхімії претендувала царська вода, яку отримав в 1270 році шляхом розчинення нашатирю (хлорид амонію) в концентрованої азотної кислоти італійський алхімік Бонавентура. Своєю назвою царська вода зобов'язана здатності розчиняти «царя металів» — золото; однак вона не діє на скло, кераміку, пісок і багато інших речовин.
Алкагест згадувався в творах послідовників Парацельса, найвідоміших алхіміків XVI—XVII століть: Ван Гельмонта, Тахенія, Глаубера та ін. Ван Гельмонт стверджував, ніби йому вдалося отримати алкагест, і він розчиняє все, з чим стикається, «як тепла вода розчиняє лід». Іноді термін алкагест використовувався як синонім понять «філософський камінь» або «еліксир життя».

## Неможливість існування
Неможливість існування універсального розчинника показав в кінці XVII століття німецький алхімік І. Кункель: «Якщо алкагест розчиняє всі тіла, то він розчинить і посудину, в якому міститься; якщо він розчиняє кремінь, то він учинить у рідину і скляну реторту…». Після доказів Кункеля алкагест практично перестав згадуватися в алхімічних творах. Хоча можна, наприклад, зберігати розчинник в невагомості, або надати йому властивості магнітної рідини і підвісити в магнітному полі.

## Сучасне вживання терміна
В даний час універсальним розчинником в шкільних підручниках хімії часто називають воду з метою підкреслити той факт, що вода здатна розчинити більше речовин найрізноманітнішої природи, ніж будь-який інший розчинник.
У органічної хімії універсальним розчинником також іноді називають тетрагідрофуран, що розчиняє практично всі низькомолекулярні органічні речовини і багато полімерів, включаючи полівінілхлорид і гуму.